# Estación de Arbon
La estación de Arbon es una estación ferroviaria de la comuna suiza de Arbon, en el Cantón de Turgovia.

## Historia y ubicación
La estación de Arbon fue inaugurada en 1869 con la puesta en servicio del tramo Romanshorn - Rorschach de la línea Seelinie Schaffhausen - Rorschach por el Schweizerische Nordostbahn (NOB). La compañía pasaría a ser absorbida por los SBB-CFF-FFS en 1902.
La estación se encuentra ubicada en el borde sur del núcleo urbano de Arbon. Cuenta con un andén lateral al que accede una vía pasante, a la que hay que añadir tres vías pasantes y un par de vías toperas.
En términos ferroviarios, la estación se sitúa en la línea Schaffhausen - Rorschach. Sus dependencias ferroviarias colaterales son la estación de Arbon Seemoosrie hacia Schaffhausen y la estación de Steinach en dirección Rorschach.

## Servicios ferroviarios
Los servicios ferroviarios de esta estación están prestados por SBB-CFF-FFS:

### S-Bahn San Galo
En la estación efectúan parada los trenes de cercanías de dos líneas de la red S-Bahn San Galo:
- S 7 Rorschach - Romanshorn - Sulgen - Weinfelden
- S 8 Schaffhausen - Stein am Rhein – Kreuzlingen – Romanshorn - Rorschach